# Ływino
Ływino (bułg. Лъвино) – wieś w Bułgarii, w obwodzie Razgrad, w gminie Isperich. W 2023 roku liczyła 989 mieszkańców.